# Sokolsko, Kărdjali
Sokolsko (în bulgară Соколско) este un sat în comuna Kărdjali, regiunea Kărdjali,  Bulgaria. 

## Demografie
Componența etnică a satului Sokolsko
     Nicio identificare (100%)
     Altele (0%)
La recensământul din 2011, populația satului Sokolsko era de 6 locuitori. . Pentru 100,0% din locuitori nu este cunoscută apartenența etnică.